# Ganoderma zonatum
Espèce
Ganoderma zonatum est une espèce de champignons basidiomycètes  de la famille des Ganodermataceae. C'est une espèce originaire d'Amérique du Nord qui parasite les palmiers (famille des Arecaceae), provoquant la pourriture du bulbe basal du tronc. 

## Liste des non-classés
Selon NCBI (13 juillet 2014) :
- non-classé Ganoderma zonatum POR69